# Ramon Solsona i Cardona
Ramon Solsona i Cardona (Igualada, 1877-1961) fou un periodista i escriptor català.
Era fill de Ramon Solsona Noguera, qui al darrer terç del segle xix havia sigut membre de la Junta Carlista del Districte d'Igualada encapçalada per Carles Puget i Grases.

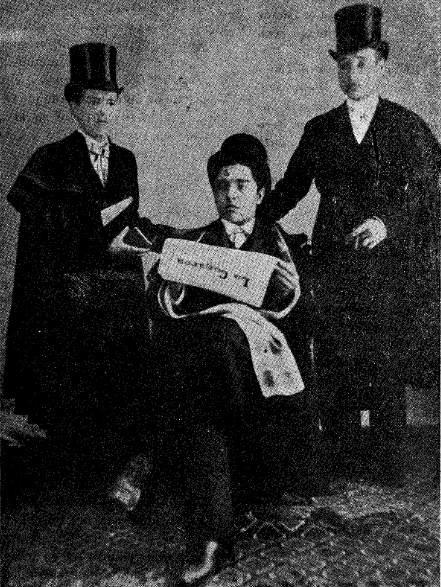
Martí Vall, Gabriel Auguet i Ramon Solsona com a estudiants de Filosofia del Seminari de Vic

Va estudiar Filosofia en el Seminari de Vic. Després es dedicà al periodisme i destacà com a polemista. Col·laborà a Igualada de manera habitual en la revista Zapatería Práctica (1903-1915) i en el periòdic local Sometent (1905-1911). El 1908 va presidir la Comissió dels Jocs Florals celebrats a Igualada.
També fou col·laborador del diari carlí de Barcelona El Correo Catalán, on va utilitzar els pseudònims de Jordi d'Acer, Jordi de Cer i Menut. Durant la dècada de 1920 va ser redactor de L'Eco d'Igualada (1920-1924) i va dirigir el quinzenal tradicionalista Llibertat en la seva segona època (1924-1930). Col·laborà igualment en la Gaseta Comarcal (1927-1931) i el 1931 fou nomenat president de la Junta Directiva de l'Associació de la Premsa d'Igualada i sa Comarca. Durant la Segona República va cooperar en la fundació del Diari d'Igualada i l'any 1932 va escriure també alguns articles pel setmanari L'Interrogant, en un dels quals defensava el tradicionalisme i atacava El Matí i les esquerres.
L'esclat de la Guerra Civil espanyola el sorprengué a Manresa, on exercia de gerent d'una casa industrial. Es va quedar a Igualada i a una altra població propera durant uns dies i quan van començar els assassinats, el van amagar a Barcelona, on va romandre molt de temps tancat, temps que aprofità per escriure la novel·la autobiogràfica «Amb capa i barret» i l'obra de teatre «Per camins tortuosos», posteriorment traduïdes al castellà durant la postguerra. Finalment va travessar la frontera per Portbou i passà a San Sebastià al Bàndol nacional, on va col·laborar com a periodista pels revoltats. L'any 1938 va publicar el llibre «Por mi patria y por mi dama» favorable al tradicionalisme i editat per l'Editorial Betis, en la qual també van publicar llibres altres autors carlins como Antonio Pérez de Olaguer i Concepción Castella de Zavala. A més, Solsona va novel·lar quatre pel·lícules sense que hi aparegués el seu nom.
Era afiliat al partit únic del règim (amb carnet de Navarra núm. 8948) i delegat comarcal de «Frentes y Hospitales». Va ser col·laborador d'Igualada, setmanari comarcal de la FET y de las JONS. Entre 1944 i 1952 presidí la primera Junta Directiva del Centro Nacional, després d'haver estat confiscat l'Ateneu Igualadí.
Al voltant del 1945 se separà de la disciplina del sector de la Comunió Tradicionalista liderat per Manuel Fal Conde, es passà a la facció carlooctavista (els carlins col·laboracionistes amb el franquisme i seguidors del pretendent Carles VIII), i va assumir la prefectura comarcal carlooctavista d'Igualada.
L'any 1948 va narrar alguns episodis de la història recent d'Igualada, amb especial èmfasi a la premsa local, en la seva obra «Mi ciudad y yo», per la qual se li va retre un homenatge. El 1951 escrigué un article anomenat «Una década de periodismo local», on atribuïa la pervivència del setmanari Igualada al talent del seu director, malgrat l'absència de l'al·licient que suposaven la crítica i la polèmica interperiodística, degut al control de l'Estat sobre la premsa. L'any 1958 va escriure uns goigs humorístics adreçats a Josep Maria Ollé, amb el pseudònim de Raimundus Solsonensis. Escrigué el seu darrer article amb motiu de l'edició número 1000 del setmanari Igualada, amb el títol «La polémica, gimnasia del cerebro», on anyorà novament els temps de lluita periodística.
Lleonard del Rio i Campmajó resumí la seva vida literària fent esment de «les seves polèmiques seminaristes, els seus ímpetus tradicionalistes, les seves nobles idees religioses i la seva pròdiga aportació al món literari local». Segons el cronista d'Igualada Antoni Carner i Borràs, «Solsona, tradicionalista, era home per prende cafè i fumar un cigar amb el més exaltat del republicans. Això en aquell temps costava molt de comprendre. Però ell era així». Carner destacà també la faceta d'observador i de fi humorista de Ramon Solsona, posant com a exemple el seu article «Las delicias del ascensor» durant una conferència sobre els 110 anys de premsa a Igualada.
En el seu honor l'any 1971 el departament d'Activitats Culturals de la Delegació local de la «Juventud de Igualada» convocà un premi de periodisme «Ramón Solsona Cardona» per a menors de 25 anys.
Ramon Solsona es va casar amb Teresa Riba i fou pare de Ramon i de Rosa Solsona i Riba.

## Obres
- Por sendas extraviadas [Per camins tortuosos]
- Entre dos (comèdia)
- Por mi patria y por mi dama (1938)
- Con capa y chistera [escrit originalment en català amb el títol Amb capa i barret] (1945)
- Mi ciudad y yo: Un período de historia anecdótica (1948)
- Els homes proposen... (1950)